# Prix de Sélection
Groupe I
Le Prix de Sélection est une course hippique de trot attelé se déroulant fin février ou début mars sur l'hippodrome de Vincennes.
C'est une course de Groupe I réservée aux chevaux de 4, 5 et 6 ans (hongres exclus), les 4 ans ayant gagné au moins 20 000 €, les 5 et 6 ans au moins 45 000 €.
Depuis 2014, l'épreuve se court sur la distance de 2 200 mètres (grande piste), les 4 ans bénéficiant d'un avantage de 25 mètres. Elle s'est disputée sur 2 750 mètres de 2011 et 2013, les 4 ans bénéficiant, comme auparavant sur 2 200 mètres, d'une avance de 50 mètres. L'allocation s'élève à 240 000 €, dont 108 000 € pour le vainqueur.
La course est créée durant le meeting d'été 1943, la même année que le Prix de l'Étoile, mais sur une distance alors plus longue.

## Palmarès depuis 1960
| Année | Vainqueur         | S/A | Père               | Driver                | Entraîneur              | Deuxième           | Troisième          | Distance | Réd.km |
| ----- | ----------------- | --- | ------------------ | --------------------- | ----------------------- | ------------------ | ------------------ | -------- | ------ |
| 2025  | London            | F.4 | Rockfeller Center  | Mathieu Mottier       | Mathieu Mottier         | Light My Fire      | Ksar               | 2 175 m  | 1'11"6 |
| 2024  | Idao de Tillard   | M.6 | Severino           | Clément Duvaldestin   | Thierry Duvaldestin     | Kana de Beylev     | Kyrielle           | 2 200 m  | 1'09"6 |
| 2023  | Horsy Dream       | M.6 | Scipion du Goutier | Éric Raffin           | Pierre Belloche         | Juliet Papa Bravo  | Joyner Sport       | 2 200 m  | 1'10"5 |
| 2022  | Idao de Tillard   | M.4 | Severino           | Clément Duvaldestin   | Thierry Duvaldestin     | Hohneck            | Italiano Vero      | 2 175 m  | 1'12"  |
| 2021  | Face Time Bourbon | M.6 | Ready Cash         | Éric Raffin           | Sébastien Guarato       | For You Madrik     | Fric du Chêne      | 2 200 m  | 1'10"3 |
| 2020  | Face Time Bourbon | M.5 | Ready Cash         | Björn Goop            | Sébastien Guarato       | Enino du Pommereux | Frisbee d'Am       | 2 200 m  | 1'10"9 |
| 2019  | Face Time Bourbon | M.4 | Ready Cash         | Björn Goop            | Sébastien Guarato       | Davidson du Pont   | Falcao de Laurma   | 2 175 m  | 1'10"8 |
| 2018  | Davidson du Pont  | M.5 | Pacha du Pont      | Jean-Michel Bazire    | Jean-Michel Bazire      | Express Jet        | Erminig d'Oliverie | 2 200 m  | 1'10"8 |
| 2017  | Discours Joyeux   | M.4 | Goetmals Wood      | Damien Bonne          | Thierry Raffegeau       | Dreammoko          | Black d'Avril      | 2 175 m  | 1'11"4 |
| 2016  | Boléro Love       | M.5 | Love You           | Franck Nivard         | Sébastien Guarato       | Amiral Sacha       | Billie de Montfort | 2 200 m  | 1'10"8 |
| 2015  | Bold Eagle        | M.4 | Ready Cash         | Franck Nivard         | Sébastien Guarato       | Billie de Montfort | Bocage d'Ortige    | 2 175 m  | 1'11"4 |
| 2014  | Aladin d'Écajeul  | M.4 | Quaker Jet         | Éric Raffin           | Sébastien Guarato       | Uhlan du Val       | Aldo des Champs    | 2 175 m  | 1'11"3 |
| 2013  | Village Mystic    | M.4 | Love You           | Louis Baudron         | Louis Baudron           | Vanika du Ruel     | Vive Daidou        | 2 700 m  | 1'14"9 |
| 2012  | Unique Quick      | M.4 | Prince d'Espace    | Franck Leblanc        | Franck Leblanc          | Uniclove           | Timoko             | 2 700 m  | 1'13"3 |
| 2011  | Timoko            | M.4 | Imoko              | Richard Westerink     | Richard Westerink       | Torino d'Auvillier | Tabby Point        | 2 700 m  | 1'13"3 |
| 2010  | Saxo de Vandel    | M.4 | Coktail Jet        | Éric Raffin           | Thierry Duvaldestin     | Sanymède Tivoli    | Save The Quick     | 2 700 m  | 1'13"8 |
| 2009  | Rolling d'Héripré | M.4 | Dahir de Prélong   | Jean-Michel Bazire    | Fabrice Souloy          | Ready Cash         | Rocklyn            | 2 150 m  | 1'12"3 |
| 2008  | Qualita Bourbon   | F.4 | Love You           | Jean-Pierre Dubois    | Jean-Pierre Dubois      | Quel Amour Dudel   | Qualmio de Vandel  | 2 150 m  | 1'12"3 |
| 2007  | Pearl Queen       | F.4 | Carpe Diem         | Thierry Duvaldestin   | Thierry Duvaldestin     | Pirogue Jénilou    | Popinée de Timbia  | 2 150 m  | 1'12"5 |
| 2006  | Milord Drill      | M.6 | Sancho Pança       | Jean-Pierre Viel      | Jean-Pierre Viel        | Orlando Vici       | Neutron du Cébé    | 2 200 m  | 1'11"6 |
| 2005  | Nice Love         | M.4 | Coktail Jet        | Jean-Michel Bazire    | Jean-Michel Bazire      | Mara Bourbon       | Nina Madrik        | 2 150 m  | 1'13"4 |
| 2004  | Meaulnes du Corta | M.4 | Voici du Niel      | Jean-Michel Bazire    | Laurent-Claude Abrivard | Mahana             | Mélodie du Réaume  | 2 150 m  | 1'12"6 |
| 2003  | Kiwi              | M.5 | Coktail Jet        | Joseph Verbeeck       | Fabrice Souloy          | Ludo de Castelle   | Love You           | 2 200 m  | 1'12"4 |
| 2002  | Kaisy Dream       | M.4 | Extreme Dream      | Joseph Verbeeck       | Jean-Pierre Dubois      | Késaco Phédo       | Korean             | 2 150 m  | 1'13"4 |
| 2001  | Jasmin de Flore   | M.4 | Vivier de Montfort | Jean-Michel Bazire    | Michaël-Jean Ruault     | Insert Gédé        | Jalencia           | 2 150 m  | 1'14"6 |
| 2000  | Insert Gédé       | M.4 | Jet du Vivier      | Yves Dreux            | Jean-Luc Bigeon         | Giant Cat          | Itou Jim           | 2 150 m  | 1'14"2 |
| 1999  | Hello Jo          | M.4 | Buvetier d'Aunou   | Jean-Étienne Dubois   | Jean-Étienne Dubois     | Himo Josselyn      | Hernanda           | 2 150 m  | 1'15"  |
| 1998  | Gavroche Perrine  | M.4 | Ténor de Baune     | Jean-Baptiste Bossuet | Jean-Baptiste Bossuet   | Ganymède           | Gentille de Brévol | 2 150 m  | 1'14"5 |
| 1997  | Full Account      | M.4 | Passionnant        | Jean-Étienne Dubois   | Jean-Étienne Dubois     | Fier des Baux      | Floda Josselyn     | 2 150 m  | 1'15"1 |
| 1996  | Escartefigue      | M.4 | Steed James        | Alain Laurent         | Alain Laurent           | Eyra de Bellouet   | Élision            | 2 150 m  | 1'14"5 |
| 1995  | Dahir de Prélong  | M.4 | Fakir du Vivier    | Bertrand Lefèvre      | Bertrand Lefèvre        | Capital            | Dorlic du Pas      | 2 150 m  | 1'14"9 |
| 1994  | Cygnus d'Odyssée  | M.4 | Workaholic         | Jean-Philippe Dubois  | Jean-Philippe Dubois    | Coktail Jet        | Corot              | 2 150 m  | 1'16"7 |
| 1993  | Buvetier d'Aunou  | M.4 | Royal Prestige     | Jean-Pierre Dubois    | Jean-Pierre Dubois      | Best Bourbon       | Big Prestige       | 2 250 m  | 1'16"8 |
| 1992  | Autour d'Aunou    | F.4 | Speedy Somolli     | Jean-Étienne Dubois   | Jean-Étienne Dubois     | Uka des Champs     | Atout du Closet    | 2 275 m  | 1'16"7 |
| 1991  | Vip Tilly         | M.4 | Istraéki           | Alain Laurent         | Jacky Béthouart         | Tabac Blond        | Théo del Amor      | 2 275 m  | 1'18"  |
| 1990  | Ultra Ducal       | M.4 | Buffet II          | Paul Viel             | Paul Viel               | Une de Rio         | Tipouf             | 2 275 m  | 1'16"1 |
| 1989  | Sancho Pança      | M.5 | Chambon P          | Joël Hallais          | Joël Hallais            | Rêve d'Udon        | Steed James        | 2 325 m  | 1'15"2 |
| 1988  | Sabre d'Avril     | M.4 | Hadol du Vivier    | Jean-Pierre Viel      | Jean-Pierre Viel        | Speaker            | Super Classique    | 2 275 m  | 1'15"3 |
| 1987  | Potin d'Amour     | M.6 | Chambon P          | Jan Kruithof          | Jan Kruithof            | Rainbow Runner     | Pussy Cat          | 2 325 m  | 1'15"7 |
| 1986  | Ourasi            | M.6 | Greyhound          | Jean-René Gougeon     | Jean-René Gougeon       | Quel Jour          | Opprimé            | 2 325 m  | 1'15"3 |
| 1985  | Perrin Dandin     | M.4 | Grape Fruit        | Bernard Oger          | Léopold Verroken        | Passionnant        | Ourasi             | 2 275 m  | 1'16"4 |
| 1984  | Mon Tourbillon    | M.6 | Amyot              | Jean-Pierre Viel      | Jean-Pierre Viel        | Minou du Donjon    | Monquier           | 2 275 m  | 1'15"  |
| 1983  | Mon Tourbillon    | M.5 | Amyot              | Jean-Pierre Viel      | Jean-Pierre Viel        | Lutin d'Isigny     | Minou du Donjon    | 2 275 m  | 1'16"3 |
| 1982  | La Bourrasque     | F.5 | Buffet II          | Jean-Pierre Viel      | Jean-Pierre Viel        | Khali de Vrie      | Kisin              | 2 275 m  | 1'16"7 |
| 1981  | Lançon            | M.4 | Toledo II          | Ali Hawas             | Ali Hawas               | Lutin d'Isigny     | Khali de Vrie      | 2 225 m  | 1'17"3 |
| 1980  | Képi Vert         | M.4 | Chambon P          | Roger Baudron         | Roger Baudron           | Jorky              | Kaïd du Bignon     | 2 225 m  | 1'17"7 |
| 1979  | High Echelon      | M.6 | Patara             | Jean-Pierre Dubois    | Jean-Pierre Dubois      | Idéal du Gazeau    | Hillion Brillouard | 2 275 m  | 1'17"6 |
| 1978  | Indiscret d'Ax    | M.4 | Kubler L           | Jean-René Gougeon     | Aimé Chazelle           | Gadames            | Hymour             | 2 200 m  | 1'20"  |
| 1977  | Hadol du Vivier   | M.4 | Mitsouko           | Jean-René Gougeon     | Jean-René Gougeon       | Feu Violet         | Horse Born         | 2 250 m  | 1'19"4 |
| 1976  | Fakir du Vivier   | M.5 | Sabi Pas           | Michel-Marcel Gougeon | Michel-Marcel Gougeon   | Éléazar            | Espoir de Sée      | 2 300 m  | 1'17"6 |
| 1975  | Fakir du Vivier   | M.4 | Sabi Pas           | Michel-Marcel Gougeon | Michel-Marcel Gougeon   | Espoir de Sée      | Dimitria           | 2 250 m  | 1'19"2 |
| 1974  | Éléazar           | M.4 | Kerjacques         | Léopold Verroken      | Léopold Verroken        | Catharina          | Clissa             | 2 250 m  | 1'20"1 |
| 1973  | Dimitria          | F.4 | Mario              | Léopold Verroken      | Léopold Verroken        | Buffet II          | Bill D             | 2 250 m  | 1'19"3 |
| 1972  | Amyot             | M.6 | Garde Moi          | Louis Sauvé           | Louis Sauvé             | Cotentin           | Champenoise        | 2 300 m  | 1'16"5 |
| 1971  | Vanina B          | F.6 | Carioca II         | Jean-René Gougeon     | Jean-René Gougeon       | Bill D             | Villequier B       | 2 300 m  | 1'18"6 |
| 1970  | Une de Mai        | F.6 | Kerjacques         | Jean-René Gougeon     | Jean-René Gougeon       | Aigle Noir         | Allo Mannetot      | 2 300 m  | 1'17"9 |
| 1969  | Vat               | M.4 | Mario              | Jean Riaud            | Charley Mills           | Tidalium Pelo      | Tony M             |          | 1'19"7 |
| 1968  | Une de Mai        | F.4 | Kerjacques         | Jean-René Gougeon     | Jean-René Gougeon       | Sabi Pas           | Seigneur           |          | 1'19"4 |
| 1967  | Toscan            | M.4 | Kerjacques         | Michel-Marcel Gougeon |                         | Tony M             | Tabriz             | 2 300 m  | 1'20"6 |
| 1966  | Seddouck          | M.4 | Carioca II         | Bernard Simonard      |                         | Quérido II         | Roquépine          |          | 1'20"  |
| 1965  | Robert P          | M.4 | Euripide           | J. Mascle             |                         | Raskolnikov Z      | Prince Vendéen     |          | 1'19"8 |
| 1964  | Quosiris D        | M.4 | Hennebont          | Hormann               |                         | Olten L            | Ohé St Urbain      |          | 1'22"4 |
| 1963  | Ponant            | M.4 | Hector IV          | Jean Riaud            |                         | Pépite             | Passiflore         |          |        |
| 1962  | Masina            | F.6 | Quinio             | François Brohier      |                         | Ozo                | Okapi C            | 2 300 m  | 1'18   |
| 1961  | Masina            | F.5 | Quinio             | François Brohier      |                         | Niky des Étangs    | Nautilus G         |          | 1'17"9 |
| 1960  | Liebelei          | F.5 | Volontaire         | Louis Melette         |                         | Kaïd D             | Lafayette V        |          | 1'20"2 |